# Aloe porphyrostachys
Aloe porphyrostachys es una especie de planta suculenta de la familia de los aloes. Es originaria de la Península arábiga donde se encuentra en Arabia Saudita.

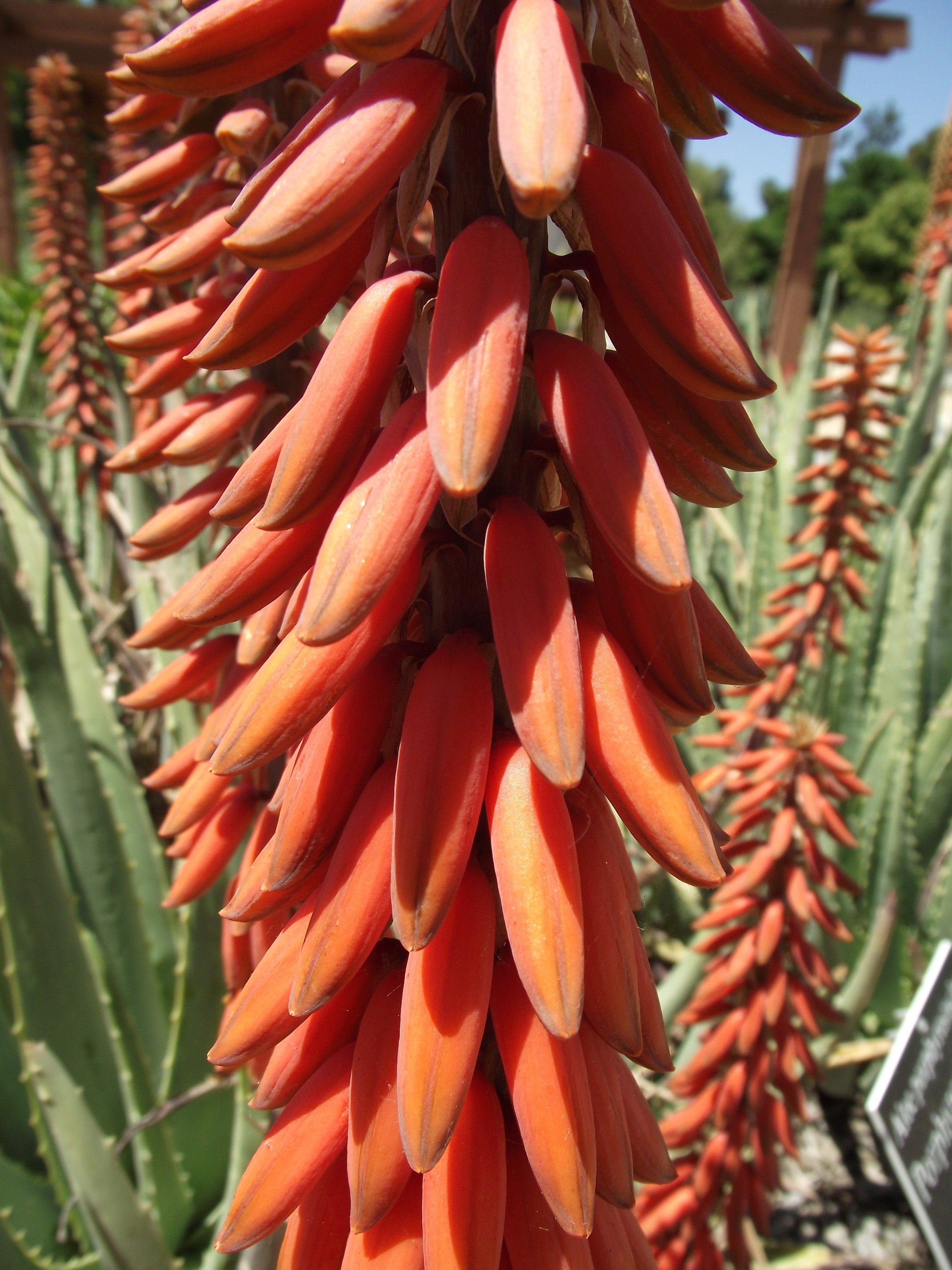
Inflorescencia

## Descripción
Aloe porphyrostachys crece sin tallo y los brotes por lo general parten desde la base. Mide hasta 60 cm con hojas verticales, triangulares y estrechas que forman densas rosetas. La lámina de color verde azulado de 50 a 60 centímetros de largo y 7,5 centímetros de ancho, con dientes blancos en el margen blanco, de 3 a 5 mm de largo y de 25 a 30 milímetros de distancia. Las inflorescencias  constan de hasta seis ramas y alcanzan una longitud de hasta 110 centímetros.  Las flores son de 30 a 35 milímetros de largo y redondeadas en la base.

## Taxonomía
Aloe porphyrostachys fue descrita por Lavranos & Collen. y publicado en Cactus and Succulent Journal 72: 18, en el año 2000.
Etimología
Ver: Aloe
porphyrostachys: epíteto latino que significa "de color púrpura".